# Блю (веб-сериал)
«Блю» — американский драматический веб-сериал, созданный Родриго Гарсиа с Джулией Стайлз в главной роли. Пилотный эпизод вышел в эфир 11 июня 2012 года. Он выходил на канале WIGS на Youtube, но в дальнейшем транслировался на Hulu, Fox.com и третий сезон на собственном веб-сайте WIGS, который снят в формате четырёх длинных серий продолжительностью 40-60 минут, а не короткие эпизоды как в первых двух сезонах.
С момента своего релиза, «Блю» получил несколько наград, включая номинацию Satellite Award в 2013 году, и три IAWTV награды: «за лучшую режиссёрскую работу — драма» (Гарсиа) в 2014 году и «лучшая актриса — драма» (Стайлз) в 2013 и 2014 годах.

## Сюжет
Блю (Джулия Стайлз) является матерью, ведущей тайную жизнь представительницы древнейшей профессии. Она готова на всё, чтобы скрыть это от сына Джоша (Юрайя Шелтон). Но у её бывшего другие планы.

## В ролях

### Главные роли
- Джулия Стайлз — Блю
- Юрайя Шелтон — Джош

### Второстепенные
- Бруклин Лоу — Франческа
- Кэтлин Куинлен — Джессика
- Карла Галло — Роза
- Джеймс Моррисон — Олсен
- Брайан Шертол — Уилл
- Алекс Джонсон — Сатия
- Джейкоб Варгас — Рой
- Джейн Стайлз О’Хара — Лара
- Эрик Штольц — Артур
- Амир Арисон — Леонард
- Дэвид Харбор — Купер
- Тейлор Николс — Билл
- Роки Кэрролл — Роберт
- Кендалл Кастер — Мэй
- Майкл Хайетт — Клэр
- Дарен Кагасов — Дарен
- Чад Линдберг — Сэм
- Сара Стокер — Хантер
- Джоэль Маккиннон Миллер — г-н Уэстон
- Сара Полсон — Лавиния
- Лора Спенсер — Ванесса
- Марк Консуэлос — Дэниел
- Ванда де Хесус — Синтия
- Уильям Петерсен — Митч
- Саманта Куан — Дана
- Мишель Форбс — Мариса
- Ричард Пагано — Мик
- Холли Робинсон-Пит — Холли
- Кэссиди Бойд — Алисия
- Дэрин Химз — Николас
- Мэнни Хименез мл. — Эрнесто
- Джейси Гонзалез — Гарри
- Джеймс Джордан — Рафаэль
- Тони Плана — Стриблинг
- Джинн Трипплхорн — Вера

## Телевизионное вещание
Для телевизионного вещания серии были отредактированы в 10 одночасовых эпизодов (первые шесть были скомпилированы из коротких серий), и были показаны по международным каналам Lifetime (в том числе в Великобритании и Африке). даты ниже соответствуют первым показам в Великобритании. Премьера серий в США на LMN началась 8 июля 2016 года под названием Блю: тайная жизнь.
Названия каждого сборника взяты из диалогов сцен. Не все веб эпизоды показаны в том порядке, в котором они были показаны онлайн. Джулия Стайлз не появляется в эпизодах, отмеченных звездочкой. В Соединённых Штатах, содержание третьего сезона было показано LMN в пяти компиляциях эпизодов под названиеми «Позвони мне Франсин», «Раздевайся», «История тревоги», «Любимый клиент» и «Выборы».
| Серия | Веб-серия              | Название серии            | Название веб-серии | Режиссёр       | Автор                        | Дата вещания        |
| ----- | ---------------------- | ------------------------- | --- | -------------- | ---------------------------- | ------------------- |
| 1     | Сезон 1, сер.1-6       | «Блю рулит»               | «Мама» «Сын» «Ты рулишь» «Тяжелый день, Блю?» «Ты хорош» «Джек Потрошитель»                                                                     | Родриго Гарсия | Родриго Гарсия               | 2 марта 2015 года   |
| 2     | Сезон 1, эп. 7-12      | «Когда Это Я Врал?»       | «Платить За Секс» «Приличная Девушка» «Это мой наркотик» «Студент Звезда» «Ты мне тоже врешь» «Дай Старику Отдохнуть»                           | Родриго Гарсия | Родриго Гарсия               | 9 марта 2015 года   |
| 3     | Сезон 2, эп. 1-7       | «Кто Так Растит Ребёнка?» | «Видеть И Быть Видимым» «Что За Имя Такое Блю?» «Это просто костыль» «Все является испытанием» «Как Поживаете?» «Клей И Смазка» «Вау, Вау, Вау» | Родриго Гарсия | Родриго Гарсия и Карен Грачи | 16 марта 2015 года  |
| 4     | Сезон 2, эп. 8-13, 15  | «Мы Были Влюблены»        | «Своими силами» «Правда Глаза Колет» «Разрешение человека» «Чувствуй Себя Как Дома» «Привычка — вторая натура» «Удваивание Уравнения»* «В Бега» | Родриго Гарсия | Родриго Гарсия и Карен Грачи | 23 марта 2015 года  |
| 5     | Сезон 2, эп. 21, 16-20 | «Симпатичный Мальчик»     | «Дикари» «Трудное Время» «Подробности» «Ты ведь не урод?» «Добраться До Сути» «Я не Сталкер»                                                    | Родриго Гарсия | Родриго Гарсия и Карен Грачи | 30 марта 2015 года  |
| 6     | Сезон 2, эп. 14, 22-26 | «Где Ты Была, Мама?»      | «Ты Чистый?» «Ролевые Игры»* «Победа С» «Прямой Ответ» «Выбор имеет смыс» «Где Вы Были?»                                                        | Родриго Гарсия | Родриго Гарсия и Карен Грачи | 6 апреля 2015 года  |
| 7     | Сезон 3, эпизод 1      | «Позвони Мне Франсин»     | - | Родриго Гарсия | Родриго Гарсия               | 13 апреля 2015 года |
| 8     | 3 сезон, эпизод 2      | «Столкновение Планет»     | - | Родриго Гарсия | Родриго Гарсия и Карен Грачи | 20 апреля 2015 года |
| 9     | 3 сезон, эпизод 3      | «История Тревог»          | - | Родриго Гарсия | Родриго Гарсия               | 27 апреля 2015 года |
| 10    | 3 сезон, эпизод 4      | «Сделай Мне Хорошо»       | - | Родриго Гарсия | Родриго Гарсия и Карен Грачи | 4 мая 2015 года     |